# شعب البئر الأعلى (العدين)

تعديل مصدري - تعديل

شعب البئر الأعلى محلة تابعة لقرية الشرقي، التابعة لعزلة بني زهير بمديرية العدين إحدى مديريات محافظة إب في الجمهورية اليمنية.، بلغ تعداد سكانها 57 حسب تعداد اليمن لعام 2004.